# Guido Barbujani
Guido Barbujani (Adria, 1955) és un genetista i escriptor italià. Ha treballat a la State University de Nova York i a les universitats de Pàdua i Bolonya, i des del 1996 és catedràtic de genètica i genètica de les poblacions al Departament de Ciències de la Vida i Biotecnologia de la Universitat de Ferrara, on ha treballat diversos aspectes de la diversitat genètica humana i de la biologia evolucionista. En col·laboració amb Robert R. Sokal, ha estat entre els primers a desenvolupar un mètode estadístic per confrontar dades genètiques i lingüístiques, i així reconstruir la història evolutiva de la població humana. A través de l'estudi de l'ADN i de com estan distribuïdes les diferències genètiques, ha arribat a demostrar que el concepte tradicional de raça no representa una descripció satisfactòria de la diversitat humana. És president de l'Associació Italiana de Genètica i editor de Human Heredity i BMC Genetics. Com a escriptor, ha publicat quatre novel·les i nombrosos llibres d'assaig, entre ells L'invenzione delle razze (Bompiani, 2006) premi Merk Serono 2007.